# Tartar

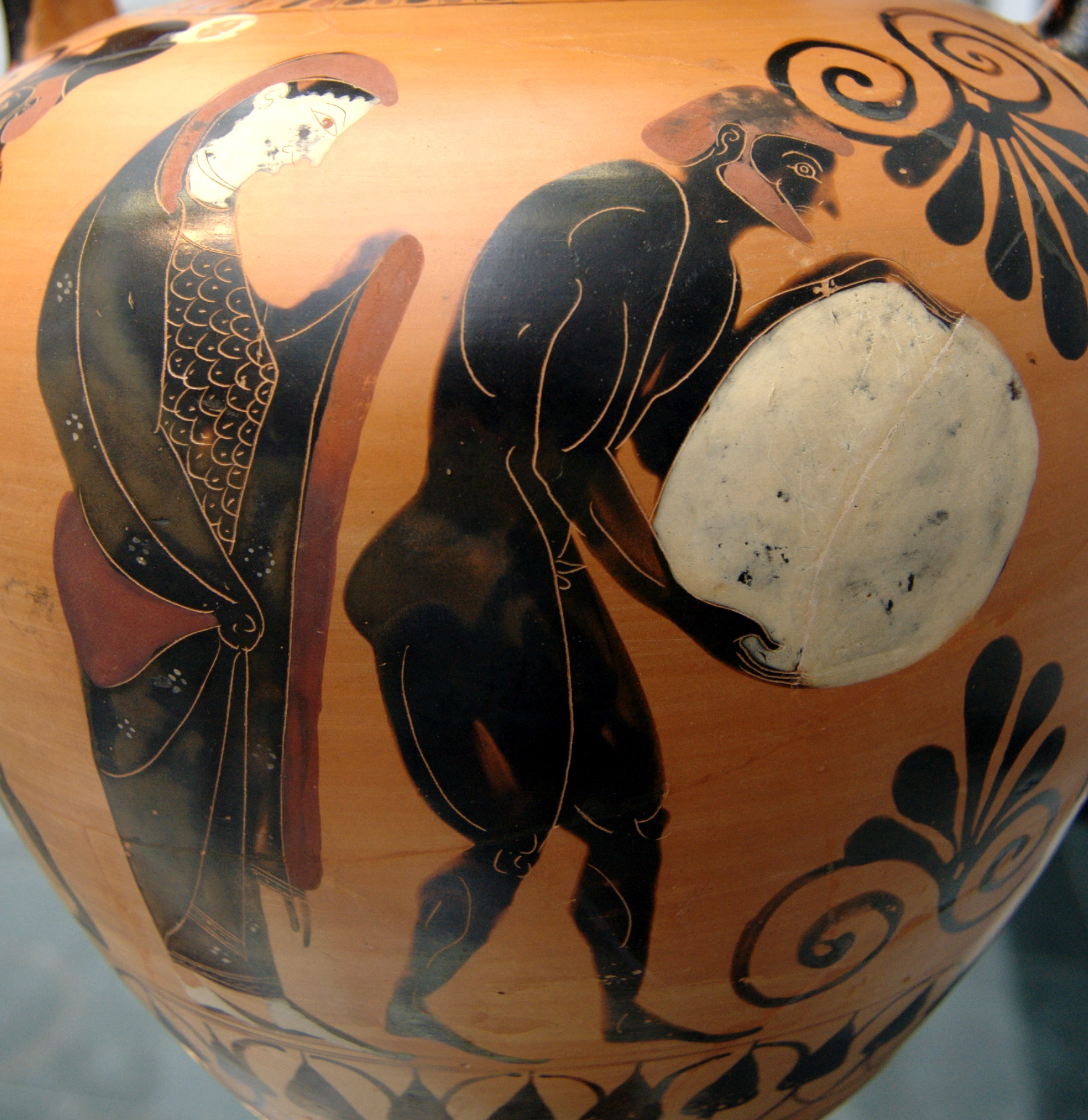
Zdjęcie amfory, przedstawiające Persefonę pilnującą Syzyfa, toczącego kamień w Tartarze

Tartar (gr. Τάρταρος Tártaros, łac. Tartarus) – w mitologii greckiej najmroczniejsza i najniższa część krainy podziemia, w której przebywały dusze skazanych na wieczne cierpienie.
Odległość Tartaru od Hadesu była równa odległości między niebem a ziemią. Hezjod pisze, że kowadło z brązu zrzucone z nieba osiągnie ziemię po dziewięciu nocach i dniach. Na męki w Tartarze skazani byli m.in.: Syzyf, Tantal, Iksjon, Tytios, Danaidy i Side. 
W niektórych podaniach Tartar to syn Gai i Etera (Ajtera), ojciec Tyfona i Echidny, bóg personifikujący otchłanie podziemi i ich najstarszy opiekun (Protogenoi), obalony przez Hadesa.
Słowo „tartar” występuje również w niektórych przekładach biblijnych (2 P 2:4).